# Municipio El Tule
Koordinaten: 27° 3′ N, 106° 16′ W
El Tule ist ein Municipio mit gut 1800 Einwohnern im mexikanischen Bundesstaat Chihuahua. Das Municipio hat eine Fläche von 470,5 km². Verwaltungssitz und größter Ort im Municipio ist El Tule.

## Geographie
Das Municipio El Tule liegt im Süden des Bundesstaats Chihuahua auf einer Höhe zwischen 1500 m und 2400 m. Es zählt zur Gänze zur physiographischen Provinz der Sierra Madre Occidental. Die Gemeindefläche liegt vollständig in der hydrologischen Region Bravo-Conchos und entwässert in den Golf von Mexiko. Die Geologie des Municipios wird zu etwa 43 % von rhyolithischem Tuff bestimmt bei 35 % Konglomeratgestein und je knapp 8 % Andesit und Sandstein-Konglomerat; vorherrschende Bodentypen im Municipio sind der Phaeozem (37 %), Chernozem (25 %) und Leptosol (21 %). 74 % des Municipios werden von Weideland eingenommen, 13 % werden ackerbaulich genutzt, 12 % sind bewaldet.
Das Municipio ist umgeben von den Municipios Rosario, Huejotitán, San Francisco del Oro und Balleza.

## Bevölkerung
Beim Zensus 2010 wurden im Municipio 1869 Menschen in 552 Wohneinheiten gezählt. Davon wurden 93 Personen als Sprecher einer indigenen Sprache registriert, davon 73 Sprecher der Tarahumara-Sprache. Knapp elf Prozent der Bevölkerung waren Analphabeten. 582 Einwohner wurden als Erwerbspersonen registriert, wovon ca. 84 % Männer bzw. ca. 11,7 % arbeitslos waren. 7,9 % der Bevölkerung lebten in extremer Armut.

## Orte
Das Municipio El Tule umfasst 28 bewohnte localidades, von denen lediglich der Hauptort vom INEGI als urban klassifiziert ist. Drei Orte wiesen beim Zensus 2010 eine Einwohnerzahl von über 100 auf. Die größten Orte sind El Tule (811 Einwohner) und Vaqueteros (San José de Vaqueteros, 440 Einwohner).